# Студений Потік
Студе́ний Поті́к — річка в Україні, в межах Перемишлянського району Львівської області та Рогатинського району Івано-Франківської області. Ліва притока Гнилої Липи (басейн Дністра).

## Опис
Довжина Студеного Потоку 24 км, площа басейну 120 км². Річище слабозвивисте, в нижній течії місцями випрямлене і каналізоване.

## Розташування
Витоки розташовані на північній околиці села Подусільна, в межах Перемишлянського низькогір'я. Тече між пагорбами Рогатинського Опілля переважно на південь, у пригирловій частині (нижче села Пукова) повертає на захід. Впадає до Гнилої Липи на південно-західній околиці села Путятинців (південніше міста Рогатина).
Притоки: невеликі потічки.